# Santos Ángeles Custodios en Ciudad Jardín (título cardenalicio)
Santos Ángeles Custodios en Ciudad Jardín es un título cardenalicio diaconal de la Iglesia Católica. Fue instituido por el papa Pablo VI en 1965 con la constitución apostólica Quandoquidem Sacrorum Cardinalium.

## Titulares
- Alfredo Pacini (29 de junio de 1967 - 23 de diciembre de 1967)
- Sebastiano Baggio (30 de abril de 1969 - 21 de diciembre de 1963)
- Vacante
- Agostino Cacciavillan (21 de febrero de 2001 - 21 de febrero de 2011); título presbiteral pro hac vice (21 de febrero de 2011 - 5 de marzo de 2022)
- Angelo Acerbi, desde el 7 de diciembre de 2024